# The Merry Widow (1925)
The Merry Widow is een film uit 1925 onder regie van Erich von Stroheim.

## Synopsis
Prins Danilo Petrovich is verliefd op de danseres Sally O'Hara. De koning verbiedt hem echter te trouwen, omdat zij van te lage komaf is. Sally O'Hara trouwt vervolgens met de steenrijke baron Sixtus Sadoja, van wiens fortuin het hele koninkrijk afhankelijk is. Als de baron sterft, krijgt prins Danilo de opdracht om Sally O'Hara opnieuw het hof te maken. Ditmaal staan de financiën van het koninkrijk op het spel.

## Rolverdeling
| Acteur            | Personage              |
| ----------------- | ---------------------- |
| Mae Murray        | Sally O'Hara           |
| John Gilbert      | Prins Danilo Petrovich |
| Roy D'Arcy        | Kroonprins Mirko       |
| Josephine Crowell | Koningin Milena        |
| George Fawcett    | Koning Nikita I        |
| Tully Marshall    | Baron Sixtus Sadoja    |
| Edward Connelly   | Baron Popoff           |